# Parc naturel régional de l'Aubrac

Logo

Le parc naturel régional de l'Aubrac est un parc naturel régional français créé par décret le 23 mai 2018, dont le périmètre occupe environ 2 282 km2 répartis sur 64 communes (33 000 habitants) des trois départements de l'Aveyron, de la Lozère (Occitanie) et du Cantal (Auvergne-Rhône-Alpes), autour du plateau du même nom. Il est le 53e parc naturel régional français.

## Géographie
Le parc s'étend sur l'ensemble du plateau d'Aubrac, et sur une partie des régions naturelles voisines : la Viadène à l'ouest, le pays de Chaudes-Aigues au nord, la Margeride à l'est, et le pays des Boraldes de l'Aubrac au sud. Il est encadré au sud par la vallée du Lot, et au nord par celle de son affluent, la Truyère.
Son altitude varie de 220 m dans la vallée du Lot en aval d'Entraygues-sur-Truyère, à 1 469 m au signal de Mailhebiau, point culminant du plateau.

## Histoire du parc
L'émergence du projet de parc date des années 1970, portée par les dynamiques de relance des productions traditionnelles identitaires (race bovine, fromage et couteau de Laguiole), et par le développement du tourisme autour des Chemins de Compostelle, de la transhumance et de la randonnée. Le lancement de la démarche de création du Parc date de la fin des années 2000, et l'association de promotion du projet est créée en 2011.
Plusieurs fois retardé ,,,, le projet de parc se concrétise finalement au printemps 2018.

## Communes adhérentes
Le parc regroupe 64 communes classées ou labellisées Parc Naturel Régional :
| Département de l'Aveyron | Département du Cantal | Département de la Lozère |
| --- | --- | --- |
| - Campouriez, - Cantoin, - Cassuéjouls, - Castelnau-de-Mandailles, - Le Cayrol, - Condom-d'Aubrac, - Coubisou, - Curières, - Entraygues-sur-Truyère, - Estaing, - Florentin-la-Capelle, - Huparlac, - Laguiole, - Montézic, - Montpeyroux, - Le Nayrac, - Pomayrols, - Prades-d'Aubrac, - Saint-Amans-des-Côts, - Saint-Chély-d'Aubrac, - Saint-Côme-d'Olt, - Argences-en-Aubrac, - Saint-Geniez-d'Olt-et-d'Aubrac, - Saint-Symphorien-de-Thénières, - Soulages-Bonneval. | - Anterrieux, - Chaudes-Aigues, - Deux-Verges, - Espinasse, - Fridefont, - Jabrun, - Lieutades, - Maurines, - Saint-Martial, - Saint-Rémy-de-Chaudes-Aigues, - Saint-Urcize, - La Trinitat. | - Albaret-le-Comtal, - Antrenas, - Arzenc-d'Apcher, - Peyre-en-Aubrac, - Banassac-Canilhac, - Les Bessons, - Brion, - Le Buisson, - La Fage-Montivernoux, - La Fage-Saint-Julien, - Fournels, - Grandvals, - Les Hermaux, - Marchastel, - Bourgs-sur-Colagne, - Nasbinals, - Noalhac, - Prinsuéjols-Malbouzon, - Recoules-d'Aubrac, - Saint-Germain-du-Teil, - Saint-Juéry, - Saint-Laurent-de-Muret, - Saint-Léger-de-Peyre, - Saint-Pierre-de-Nogaret, - Les Salces, - Termes, - Trélans. |

Ainsi que 14 communes partenaires qui correspondent à des "communes bénéficiant d'une proximité géographique, historique, économique, culturelle... Avec le territoire du Parc. [...] Elles ont été sollicitées pour valider la Charte et adhérer au Syndicat Mixte d'Aménagement et de Gestion." :
- dans le département de l'Aveyron : Brommat, Lacroix-Barrez, Lassouts, Mur-de-Barrez, Murols, Saint-Hippolyte, Taussac, Thérondels.
- dans le département de la Lozère : Albaret-Sainte-Marie, La Canourgue, Les Monts-Verts, Marvejols, Rimeize, Saint-Chély-d'Apcher.

Avec ces 14 communes partenaires, l'espace d'intervention du PNR de l'Aubrac s'étend sur 2 679 km² et concerne 44002 habitant (INSEE 2017).

Carte des communes adhérente à la Charte du PNR de l'Aubrac

## Pour en savoir plus